# Ernst Hartmann (SS-Mitglied)
Ernst Hartmann (* 10. Mai 1897 in Barmen bei Wuppertal; † 3. Mai 1945 in Karlsbad) war ein deutscher SS- und Polizeiführer, zuletzt im Rang eines SS-Brigadeführers und Generalmajors der Polizei.

## Leben und Wirken
Hartmann trat 1914 in die Preußische Armee ein, mit der er bis 1918 am Ersten Weltkrieg teilnahm. Während des Krieges gehörte er einer Eisenbahnkompanie und später dem Fliegerkorps an. Kurz vor Kriegsende geriet er in britische Kriegsgefangenschaft.
Nach seiner Rückkehr aus der Kriegsgefangenschaft arbeitete Hartmann als Ingenieur für einen Flugzeugbauer, bevor er von 1925 bis 1928 als Fluglehrer für die chinesische Luftwaffe in China tätig war. Von 1928 bis 1930 war er in verschiedenen europäischen Ländern als Ingenieur tätig, bevor er 1930 eine Stellung bei den Junkers-Werken erhielt, wo er bis 1935 blieb.
Hartmann trat zum 1. November 1929 in die NSDAP (Mitgliedsnummer 160.298) und am 24. Oktober 1930 in die SS (SS-Nummer 8.982) ein, in der er der 21. SS-Standarte zugeteilt wurde. Aus der SS schied Hartmann zum 1. Oktober 1932 auf eigenen Wunsch wieder aus, trat ihr allerdings am 20. April 1937 erneut bei. Von März bis August 1939 war er im Stab des SS-Oberabschnitts Mitte beschäftigt. Nach einer am 18. August 1939 erfolgten Entlassung wegen Alkoholismus wurde er am 1. Oktober 1939 abermals aufgenommen.
Während des Zweiten Weltkriegs war Hartmann als SS- und Polizeiführer (SSPF) in führender Stellung an der Durchführung von Massenerschießungen in der deutsch besetzten Sowjetunion beteiligt: Von Februar bis Juni 1943 war er als SS- und Polizeiführer beim Polizei-Regiment 2, dann von Juli bis Oktober 1943 SSPF in Tschernigow und von Dezember 1943 bis September 1944 SSPF im Rang eines SS-Oberführers in Pripjet mit Hauptquartier in Minsk. Im August 1944 erreichte er mit der Beförderung zum SS-Brigadeführer seinen höchsten Dienstgrad.
Im September 1944 wurde er z. b. V. des Höheren SS- und Polizeiführers Nordost gestellt. Er starb kurz vor Ende des Krieges am 3. Mai 1945 in einem Krankenhaus in Karlsbad an Bauchspeicheldrüsenkrebs.
Bereits 1934 war Hartmann als eines von 23 ehrenamtlichen Mitgliedern des Volksgerichtshofs ausgewählt worden.

## Beförderungen
- 20. April 1937: SS-Standartenführer (Wiederaufnahme unter diesem Rang)
- 30. Januar 1942: SS-Oberführer
- 1. August 1944: SS-Brigadeführer und Generalmajor der Polizei